# Overton (North Yorkshire)
Overton è un villaggio e parrocchia civile dell'Inghilterra, appartenente alla contea del North Yorkshire.